# تفاعلية المستخدم
عبر العديد من المجالات المهتمة بالتفاعل، بما في ذلك علم المعلومات وعلم الحاسوب وتفاعل الإنسان مع الحاسوب والاتصال والتصميم الصناعي، هناك اختلاف قليل في الآراء حول معنى مصطلح "التفاعلية"، لكن معظم التعريفات ترتبط بالتفاعل بين المستخدمين وأجهزة الحاسوب والآلات الأخرى من خلال واجهة المستخدم. ومع ذلك، يمكن أن تشير التفاعلية أيضًا إلى التفاعل بين الأشخاص. لكنها في العادة تشير إلى التفاعل بين الأشخاص وأجهزة الحاسوب - وأحيانًا إلى التفاعل بين أجهزة الحاسوب - عبر البرمجيات والأجهزة والشبكات.

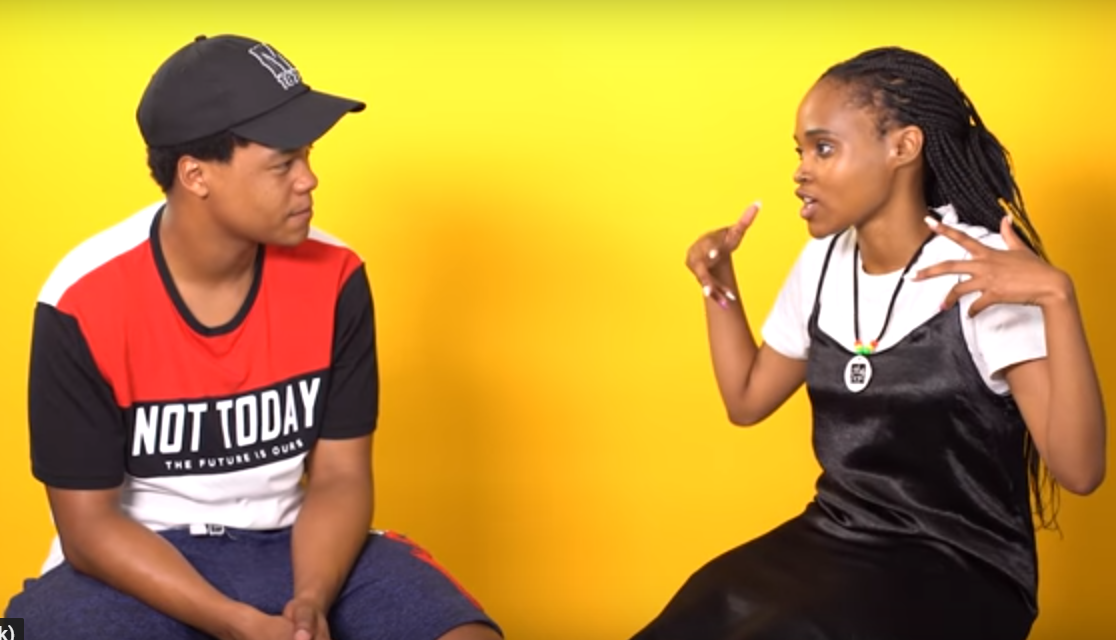
تفاعل بشري

يوجد خلاف في مجالات علم المعلومات، والاتصال، وتصميم صناعي حول معنى التفاعل. فمن وجهة نظر احتمالات التفاعل، يوجد ثلاث مستويات:
1. غير تفاعلي، عندما لا تتعلق الرسالة بالرسائل السابقة؛
2. ارتكاسي، عندما تتعلق الرسالة بالرسالة السابقة؛
3. تفاعلي، عندما تتعلق الرسالة بجميع الرسائل السابقة وتجمعهم علاقة مشتركة.[2]

## تواصل إنساني إنساني
ان الاتصال الإنساني هو المثال الأساسي لعملية التواصل التفاعلي والتي تتضمن عمليتين مختلفتين؛ تواصل إنساني إنساني، وتواصل إنساني بالحاسوب. التواصل الإنساني – الإنساني هو التواصل ما بين شخصين. وعلى الجانب الآخر، فإن التواصل الإنساني بالحاسوب هو طريقة تواصل الأشخاص مع وسائل الإعلام الحديثة. ووفقاً لرادا روي، فإن «نموذج تفاعل الإنسان والحاسوب قد يتكون من 4 مكونات رئيسية وهي الإنسان، والحاسوب، وطبيعة المهمة، وطبيعة الآلة. وسيلتى تدفق المعلومات والتحكم الرئيستين يعتبرا مُقدرات. في التواصل بين الإنسان والحاسوب؛ يجب أن يستوعب الإنسان طبيعة الاثنين وطبيعة المهام التي يؤديها الإنسان باستخدام الحاسوب. في نموذج عام للتواصل الإنساني بالحاسوب يؤكد على تدفق المعلومات والتحكم في التواصل بين الإنسان والحاسوب.» ويتكون التواصل الإنساني الإنساني من عدة تصورات ترتكز على تعاريف المجسم. فعلى سبيل المثال، يُطلق أحياناً على النظم المعقدة التي تتنبأ بالسلوك البشري وتستجيب له اسم التفاعلية. ومن هذا المنطلق، يتضمن التواصل تجاوبات للتغيير الإنساني الفيزيائي كالحركة، ولغة الجسد، و/أو تغيرات الحالة النفسية.

## تواصل إنساني بأداة
في نطاق التواصل بين الإنسان والأداة، يشيرالتفاعل إلى السلوك التواصلي للأداة كما اختبره المستخدم البشري. وهو ما يختلف عن مظاهر الأداة الأخرى كالمظهر الخارجي، وعمله الداخلي، ومعنى العلامات التي قد يظهرها. فعلى سبيل المثال، تفاعل الآي بود ليس في مظهره الخارجي أو لونه (ما يطلق عليه "التصميم")، أو قابليته لتشغيل الموسيقى، أو سعتة التخزينية – إنه سلوك واجهة المستخدم كما اختبره المستخدم. وهو يتضمن طريقة حركة أصابعك على عجلة المدخلات به، وكيف يساعدك هذا على اختيار نغمة في قائمة التشغيل، وطريقة تحكمك بدرجة الصوت.
إن أفضل وسيلة لأختبار تفاعلية أداة هو عن طريق الاستخدام. قد يعتقد مشاهد أنه يستطيع التعامل مع أداة من خلال مشاهدة استعمال الأخرى ن لها، ولكنه من خلال التعامل الحقيقي فقط يمكن اختبار التفاعل و«الشعور» به. وهذا يرجع إلى الطبيعة الحركية للتجربة التفاعلية. وهو يشبه الفرق بين مشاهدة شخص يسوق سيارة والقيام بقيادتها بالفعل. فمن خلال قيادة السيارة يمكنك أن تختبر و«تشعر» بكيفية اختلاف تلك السيارة عن السيارات الأخرى ات.
يُعرف فنسنت ماهر، الأكاديمي بوسائل الإعلام الجديدة، التفاعل بأنه «العلاقة المكونة من خلال واجهة رمزية بين الوظيفة المرجعية الموضوعية وبين المادة.»

## علم الحاسوب
غالبا ما يُستخدم مصطلح «انظر واشعر» للإشارة إلى دقائق واجهة مستخدم بنظام كمبيوتر. وهو اختصار يتم تفسيره كالتالي؛ حيث تشير «انظر» إلى التصميم المرئي، بينما تشير «اشعر» إلى تفاعله. ويعتبر إن هذا تعريف غير رسمي للتفاعل بشكل غير مباشر.
ولمناقشة تفصيلية أكثر بشأن كيفية تصوير التفاعل في أدب التواصل الإنساني – الحاسوبي، وكيف تلقي ظاهريات الفيلسوف الفرنسي موريس ميرلو بونتي الضوء على تجربة المستخدم، راجع (سفانيس 2000).
وفي علم الحاسوب، يشير التفاعل إلى برمجيات تقبل وتتجاوب مع معطيات من الأشخاص – على سبيل المثال، بيانات أو أوامر. تتضمن البرمجيات التفاعلية معظم البرامج المشهورة، مثل معالج الكلمات أو تطبيقات الجداول الممتدة. وبالمقارنة، تعمل البرامج الغير تفاعلية بدون اتصال بشري؛ مثل تطبيقات المصرف وتطبيقات المعالجة بالدفعات. وإذا كان الرد معقد بما فيه الكفاية، يشار إلى أن النظام يقوم بتواصل اجتماعي وبعض الأنظمة تحاول تحقيق هذا عن طريق تطبيق واجهة المجتمع.
ويوجد أيضاً مفهوم أنواع تفاعل المستخدم، كـتفاعل المستخدم الغني.

## التفاعل في وسائل الإعلام الجديدة
الإعلام الجديد هو مصطلح يتم استخدامه لوصف كلا من الأشكال الجديدة لنوعية الإعلام (مثال: الفرق بين الإعلام التناظري والإعلام العددي) ووصف تغيرات الإعلام والتي، في المقابل، تؤثر بشكل هام في المجتمع (فلو، 2005). فعمليات رقمنة المعلومات الحديثة واتجاه الترقيم الإعلامي يعزز تطور وسائل الإعلام «الجديدة». فخصائص البيانات الرقمية (انظر فلو، ص 3) تجعلها مواكبة لتمكين التفاعل. يُرى التفاعل كرابط أساسي مع وسائل الإعلام الجديدة حيث أنه يباعد بشكل جزري بين وسائل الإعلام «القديمة» والحديثة. فتقدم الوسائل القديمة تفاعل يستند على الاسترخاء فقط، ولكن الوسائل الجديدة تلحم المشاهدين بشكل أكبر.
إن التقنيات مثل الدي في دي والتلفزيون الرقمي هي أمثلة كلاسيكية لأجهزة الإعلام التفاعلية، حيث يتحكم المستخدم فيما يشاهده وفي الوقت المناسب له. ولكن، أصبح الإنترنت النموذج الأول لنظام تفاعلي. ينغمر المستخدمين كلياً في تجربتهم من خلال مشاهدة مواد، والتعليق عليها، ومن ثم المساهمة فيها. ويرى ماكميلين أن التفاعل يمكن أن يحدث على عدة مستويات مختلفة ودرجات من الالتحام وأنه من المهم التمييز بين تلك المستويات. تفاعل المستخدم مع المستخدم الآخر عبر الإنترنت؛ التفاعل شبه الاجتماعي، حيث تُنتج أشكال جديدة من الإعلام عبر شبكة الأنترنت؛ وتفاعل المستخدم بالنظام وهو طريق التحكم في الأجهزة بالمستخدم.
كما وضع ليف مانوفيتش (2001) تعريف واضح لمعنى التفاعل بالنسبة للمستخدم. فهو يشير إلى «التفاعل المفتوح» على أنه أعمال كبرمجة الحاسوب وتطوير نظم وسائل الإعلام، بينما «التفاعل المغلق» حيث يتم تحديد عناصر الدخول من قبل المستخدم.[بحاجة لمصدر] هذا التعريف هو جزء من مبدأ التنوع لديه (إحدى خواص مانوفيتش الرئيسية لوسائل الإعلام الجديدة).
كما يرتبط التفاعل بوسائط الإعلام الجديدة للفنون حيث يستطيع كلا من الإنسان والحيوان من التفاعل وتغيير مسار عمل فني. ويعمل الفنانون والباحثون حول العالم على خلق واجهات مميزة للسماح بظهور أشكال جديدة للتفاعل والتي تمتدد لأبعد من لوحة مفاتيح كويرتي والفأرة المنتشرة. والفنانون، كستيلارك، يعملون على خلق واجهات جديدة تتحدى فكرتنا عما هو متاح عند التفاعل مع الآلات. فعلى سبيل المثال، يبدو هيكسابود، الذي اخترعه ستيلارك، كحشرة بالرغم من أن طريقة سيره توحي بأنه كلب، ويتم التحكم بتنقله عن طريق تغيير وزن الجسد وتحويل الجذع. وأخرون مثل كين رونالدو خلقوا واجهات مميزة لأسماك حيث تستطيع أسماك الفايتر في التحكم في إدارة أحواض الأسماك الروبوتية عبر الفجوة الزجاجية. كما يسمح بتيت مال "Petit Mal" الذي صنعه سيمون بيني أن يشعر تمثال بعجلتين بوجود إنسان والتجاوب معه والسيطرة على البيئة بذكاء. «الوظائف الحدودية» لـسكوت سنايبي، (1998) واحدة من أوائل إسقاطات الفيديو التفاعلي، ترسم خطوط متحركة على أرضية صالة عرض لتحدد الفراغ الشخصي لكل شخصية.

يذكر دينيس ماكويل التفاعل على أنه أحد أهم الصفات لـوسائل الإعلام الجديدة. يقتبس:

التفاعل: كما هو موضح بمعدل التجاوب أو المبادرة من جانب المستخدم على «عرض» المصدر/ الباعث 

## خلق التفاعل
يوجد العديد من أدوات التأليف لخلق أنواع مختلفة من الأنشطة المتفاعلة. واحد من أكثر البرامج شيوعا لخلق أنشطة التفاعل هو أدوبي فلاش والإصدار الجديد من مايكروسوفت سيلفرلايت. ومن أكثر أدوات التأليف شيوعاً هاربنجر رابتيفيتي وأرتيكيوليت أنجاج. يستخدم التعليم عن بعد مبدأ يسمى نموذج التفاعل. باستخدام نموذج التفاعل، يمكن لأي شخص خلق أنشطة تفاعلية في وقت قصير جداً.
بعض من نماذج التفاعل المقدمة مع أدوات التأليف تقع تحت فئات متعددة مثل الألعاب، والأحاجي، وأدوات المحاكاة، وأدوات العرض... الخ، والتي يمكن تخصيصها بالكامل.

## تعليف المعلومات
يعد مفهوم«تعليف المعلومات» (Information foraging) من بين أهم النظريات التي برزت حديثاً في علم تفاعل الإنسان مع الآلة (HCI) تسعى هذه نظرية إلى فهم الكيفية التي يقوم بها مستخذم الانترنت في البحث عن المعلومات عن طريق تتبع الهدف، مُشكلةً بذلك أساس الدراسات العلمية في فرع «قابلية الاستخدام لمواقع الإنترنت».

## اقتباسات
- Liu, Yuping and L. J. Shrum (2002), "What is Interactivity and is it Always Such a Good Thing? Implications of Definition, Person, and Situation for the Influence of Interactivity on Advertising Effectiveness," Journal of Advertising, 31 (4), p. 53-64. Available at Yupingliu.com
- Manovich, L. 2006. Image Future, Manovich.net
- Rafaeli, S. (1988). Interactivity: From new media to communication. In R. P. Hawkins, J. M. Wiemann, & S. Pingree (Eds.), Sage Annual Review of Communication Research: Advancing Communication Science: Merging Mass and Interpersonal Processes, 16, 110-134. Beverly Hills: Sage. Haifa.ac.il.
- Svanaes, D. (2000). Understanding Interactivity: Steps to a Phenomenology of Human-Computer Interaction. NTNU, Trondheim, Norway. PhD, NTNU.no
- Frank Popper, Art—Action and Participation, دار نشر جامعة نيويورك  [لغات أخرى]‏, 1975

## وصلات خارجية
- مهارات القرن 21, الاتصالات التفاعلية
- الميزات التفاعلية من الصحف على الإنترنت
- دورة مفتوحة على الإنترنت على التفاعل في التعليم والتعلم
- التسويق التفاعلي
- التفاعل السريع للتعليم التفعالي